# Tarantasca
Tarantasca är en ort och kommun i provinsen Cuneo i regionen Piemonte i Italien. Kommunen hade 2 157 invånare (2018).